# Metabiantes barbertonensis
Metabiantes barbertonensis is een hooiwagen uit de familie Biantidae.